# Meenocixius virescens
Meenocixius virescens är en insektsart som beskrevs av Attit, Bourgoin och Bonfils 2002. Meenocixius virescens ingår i släktet Meenocixius och familjen kilstritar. Inga underarter finns listade i Catalogue of Life.